# 黃梅戰鬥
黃梅戰鬥發生於1938年7月27日－9月7日，地點則是在中國鄂東一帶。是抗日戰爭主要戰鬥之一，交戰一方為守軍之國民革命軍，另一方則為日軍。